# Andrea Proske
Andrea Proske, född 27 juni 1986 i North Vancouver, är en kanadensisk roddare.

## Karriär
Vid olympiska sommarspelen 2020 i Tokyo, som arrangerades 2021, var Proske en del av Kanadas lag som tog guld i åtta med styrman.